# 사회역학
사회역학(Social Epidemiology)이란 역학의 한 분야로, 건강에 영향을 미치는 사회구조, 제도, 관계 등을 추적하는 학문이다. 역학은 질병의 원인을 분석하는 학문 분야로 "인구 집단의 건강 상태 분포와 그 결정요인들을 연구"하는데, 사회역학은 개인 보건적 요소뿐만 아니라 사회적 환경 역시 질병의 원인이 될 수 있다는 인식을 바탕으로 사회적 요인과 건강의 상호관계에 주목한다. 이는 "건강에 영향을 미치는 사회적 조건들의 구체적 특징은 무엇이며, 어떤 경로로 영향을 미치는지" 연구하는 것을 포함한다.

## 같이 보기
- 역학 (의학)